# Il rompiscatole
Il rompiscatole (The Cable Guy) è un film del 1996 diretto da Ben Stiller.

## Trama
Steven, cacciato di casa dalla sua compagna Robin a causa dei loro problemi di coppia, trasloca in un nuovo appartamento. Nella nuova casa manca la tv via cavo e Steven chiama quindi la compagnia che gli manda Chip Douglas, il tecnico installatore, che si rivelerà essere un amante della televisione, portando Steven all'antenna principale della città e citando spesso battute da molti film.
Chip installa il servizio e si dimostra da subito invadente e dispettoso, cercando di diventare suo amico e costringendolo a uscire più volte insieme. All'inizio Steven non è contrario alla sua amicizia e Chip lo riempie di regali, ma quando Chip gli paga una prostituta per dimenticare Robin, lo caccia di casa in malo modo.
Per farsi perdonare, Chip si reca all'appuntamento tra Robin e un suo spasimante e, aspettando che vada in bagno, l'aggredisce e scappa via. Poi va a casa di Robin e le fa credere d'essere stato mandato da Steven per darle come regalo tutti i canali via cavo. Chip, grazie alla sua invadente parlantina, riesce ad abbindolare Robin e a farle capire che non deve lasciare Steven. Quando racconta ciò che ha fatto a Steven, non ottiene il risultato sperato e l'amico, non sopportandolo più, decide di troncare ogni rapporto. Chip diventa quindi il suo peggiore nemico: per vendicarsi gli combina una serie di dispetti. Prima lo fa arrestare dalla polizia con la falsa accusa di ricettazione di merce rubata, va a trovarlo in prigione per deriderlo, gli fa perdere il lavoro trasmettendo su tutti i computer della ditta una conversazione privata in cui sparla del suo superiore e infine lo mette in imbarazzo davanti ai suoi familiari durante una cena, che si conclude con un pugno da parte di Steven.
Steven, ossessionato da quell'inquietante individuo, commissiona a un amico (Rick) di scoprire tutto quello che può su Chip. Rick gli riferisce che Chip non lavora più per la TV via cavo a causa del suo bizzarro comportamento. Una sera di pioggia, dopo un incubo riguardante Chip, viene a sapere che ha rapito Robin e l'ha portata all'antenna principale. Per salvare la ragazza, Steven si precipita sul posto in auto e si batte con Chip dentro una grossa parabola allagata dalla pioggia, che man mano viene circondata dalle forze dell'ordine. A fine disputa, Chip s'arrampica su una scala e, parlando da solo con la madre deceduta, si scopre che il suo comportamento è dovuto a un'infanzia solitaria e disagiata, che trovava conforto davanti alla televisione. Chip allora, intenzionato a suicidarsi, si getta giù dalla parabola, ma Steven cerca di sorreggerlo, dicendo che potevano essere ancora amici; all'improvviso però Chip si lascia cadere nel vuoto atterrando bruscamente su un'altra parabola sottostante, rimanendo ferito. Soccorso dagli infermieri e messo in elicottero, prima di volare via, Chip dice a Steven e a Robin che sono una bella coppia e che non si devono lasciare mai.

## Produzione
Sceneggiato da Lou Holtz e prodotto da Judd Apatow, Andrew Licht e Jeffrey A. Mueller, il film è interpretato da Jim Carrey e Matthew Broderick nei ruoli principali.

## Distribuzione
Il film uscì negli Stati Uniti il 14 giugno 1996. Nonostante il successo al botteghino, il film ricevette recensioni miste dalla critica.

## Accoglienza

### Incassi
Uscito nelle sale italiane il 6 settembre 1996, il film ha incassato 60 240 295 di dollari negli Stati Uniti e 42 585 501 dollari nel resto del mondo; complessivamente ha incassato 102 825 796 dollari.. In Italia si è piazzato al 63º posto per incassi nella stagione cinematografica 1995-1996.

### Critica
Il film ha ottenuto un giudizio del 53%, pari a 5,7 punti su 10, sul portale di cinema Rotten Tomatoes (basato su 72 recensioni professionali), ha ottenuto 56 punti su 100 sul sito Metacritic (basato su 28 recensioni) e 6,1 punti su 10 sul database di film e informazioni sul cinema IMDb (una media basata su 138.389 voti degli utenti).

## Riconoscimenti
MTV Movie Award
- 1997 – Miglior cattivo e  Miglior performance comica a Jim Carrey